# 鳥虫書

越王勾践剣の鳥虫書。右列上から「越」「王」、左列上から「自」「乍（作）」

鳥虫書（ちょうちゅうしょ）は、古代中国で使用された漢字の書体の一種。主に中国大陸南方で用いられた装飾書体である。鳥虫篆（ちょうちゅうてん）などの名でも呼ばれる。

## 名称
この書体は、鳥虫書、鳥虫篆、鳥虫文などとも呼ばれる。
鳥のような頭と尾を追加した鳥書（鳥篆）と、曲がりくねった虫書（虫篆）を合わせた名称である、ともされる。
なお「虫」は、あらゆる生物を含む概念である（虫#古代中国での虫や蟲を参照）。

## 特徴
坂田光（2012年）は、「鳥虫書」の特徴として以下の3つを挙げている。
- 黄河流域で用いられた金文に比べて、字角が大きく歪められ屈曲していること
- 縦長のプロポーションを持つこと
- 字画に鳥をはじめとする人獣の姿が抽象的な装飾として融合されていること

同じ文字であっても、字体や書体が全く違う場合もある。高城光（2015）は、鳥虫書で記された銘文は、王の手許を離れない儀器に、由来や所属といった定型的な内容を記しているものであることから、言語を伝達するという文字の機能が形骸化しており、造形表現を重視したものと捉えている。

## 歴史

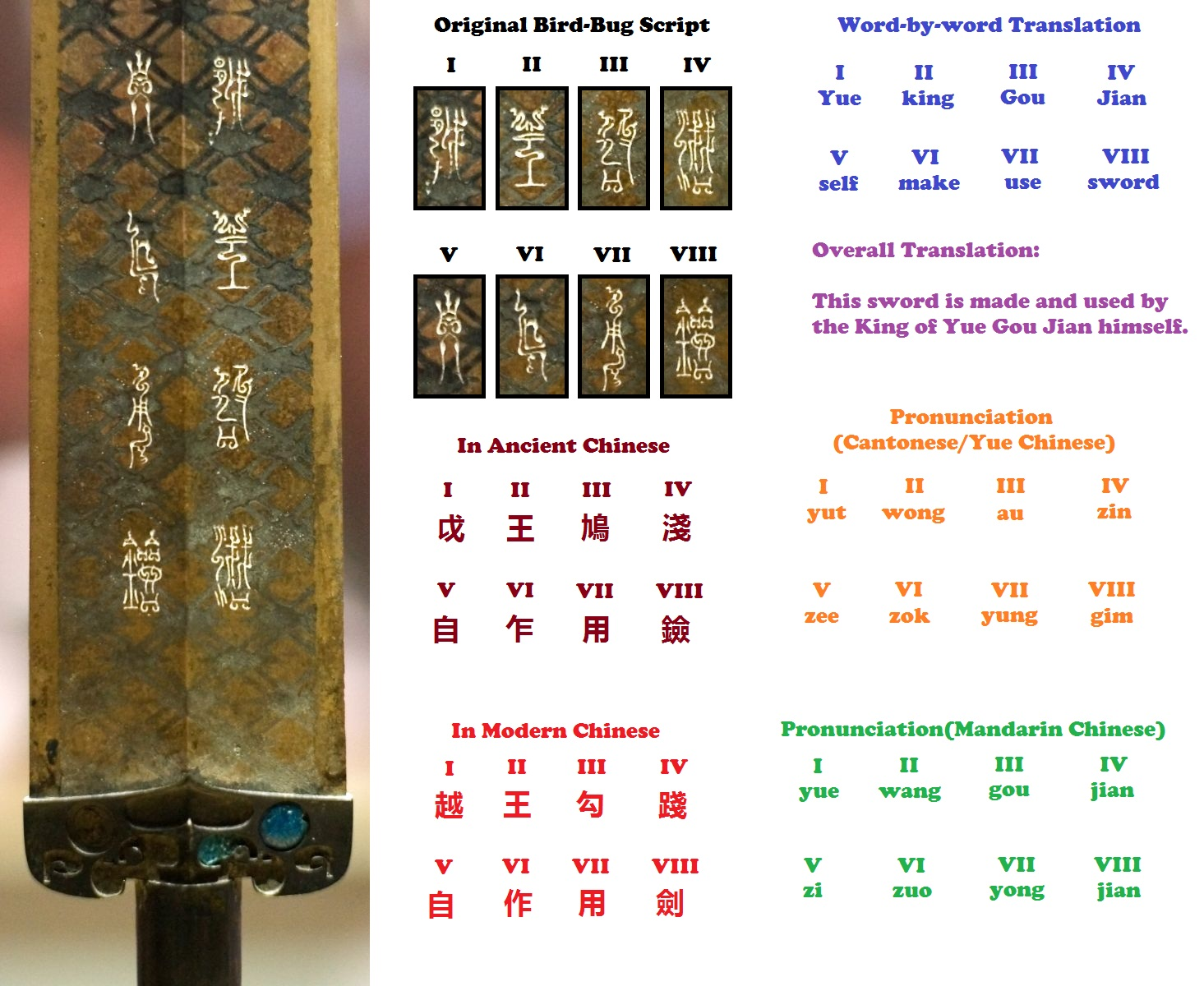
越王勾践剣には鳥書で文字が刻まれている。

鳥虫書は春秋時代中期に初めて登場した書体（広義の篆書体）の一種である。金属器に鋳造されたという点で金文の一種とみなす見解もある。
おもに呉・越・楚の長江流域3国で用いられた。とくに越の遺物が多い。このほか、宋などの黄河流域や、蔡などでの用例があるが、越の影響とされている。
また戦国時代には楚の拡大に伴って中山国などでも使用された。
鳥は鳳凰を模したものとされ、長江流域の3国では氏族の神として鳥が神聖視されたことと関連付けられる。線の屈曲には、龍や蛇を霊獣として尊ぶ思想と関連があると考えられ、宗教的な意味合いを持つ装飾文字と考えられている
鳥書は、越の青銅器や鉄器に使用されている。特に剣など武器に、所有者や完成の日付を示すのに用いられた。越王勾践剣に刻まれた文字はその代表例である。鳥書は青銅製の容器や玉器にも刻まれることがある。漢代の印章や、瓦当や煉瓦などにも用いられることがある。
虫書はより一般的で、呉もしくは楚に由来する。青銅製の武器や容器、玉器、印章（主に漢代の青銅製印章）、あるいは建築物の装飾品などに用いられた。呉王夫差矛に刻まれた文字はその代表例である。

## 後世
鳥虫書は奇抜な書体、理解しがたい文字と見なされてきた。
後漢の頃に、書体を整理する最初の試みが行われた。『漢書』芸文志（西暦80年頃成立）は、六体のひとつとして「虫書」を掲げる。許慎は『説文解字』（100年頃成立）において、秦の八体のひとつとして「虫書」を、新の六書のひとつとして「鳥虫書」を掲げる。
現代においても書家や篆刻家が「鳥虫篆」を手掛けている。

## 文献
- 曹錦炎《鳥虫書通考》（増訂版）
- 曹錦炎《鳥虫書字匯》（與呉毅強合編）
- 徐谷甫《鳥虫篆大鑑》